# Charinus palikur
Espèce
Charinus palikur est une espèce d'amblypyges de la famille des Charinidae.

## Distribution
Cette espèce est endémique de Guyane. Elle se rencontre vers Régina et Roura.

## Description
La carapace des mâles mesure de 1,78 à 2,28 mm de long sur de 2,43 à 3,08 mm et la carapace des femelles de 1,55 à 2,06 mm de long sur de 2,28 à 2,59 mm.

## Étymologie
Cette espèce est nommée en l'honneur des Palikur.

## Publication originale
- Miranda, Giupponi, Prendini & Scharff, 2021 : « Systematic revision of the pantropical whip spider family Charinidae Quintero, 1986 (Arachnida, Amblypygi). » European Journal of Taxonomy, no 772, p. 1–409 (texte intégral).